# Blow Job
Blow Job je krátký film z roku 1963 režírovaný Andy Warholem, který byl natočený už v roce 1961. 35 minutový film byl nasnímán 16 mm kamerou Bolex na černobílý filmový negativ. Ta po celý film zachycuje tvář DeVerena Bookwaltera při orálním sexu, pravděpodobně s Willardem Maasem. Po celý film je v záběru pouze obličej uspokojovaného Bookwaltera – přesto však je, vzhledem k jeho výrazu, zcela evidentní, že mimo obraz k felaci skutečně dochází. Cena pornofilmu byla stanovena na 434 565 Kč.

## Obsazení
| DeVeren Bookwalter |
| Willard Maas       |